# Брам Шварц
Брам Шварц (нід. Bram Schwarz, нар. 28 квітня 1998, Гарлем, Нідерланди) — голландський академічний веслувальник, призер чемпіонату світу з академічного веслування 2019 року та чемпіонату Європи з академічного веслування 2019 року. Учасник Літніх Олімпійських ігор 2020 року в дисципліні вісімка серед чоловіків.

## Життєпис
Брам Шварц народився 28 квітня 1998 року в місті Гарлем, провінція Північна Голландія. Професійну кар'єру весляра розпочав з 2010 року тренувавшись на базі клубу «ASR Nereus» в Амстердамі. Навчається в університеті прикладних наук Амстердама за спеціальністю — бізнес та економіка. Його батько Свен Шварц та дядько Ральф Шварц представляли Нідерланди на Олімпійських іграх 1988 року в Сеулі.
Першим змаганням міжнародного рівня, на яких Шварц здобув нагороду, був чемпіонат світу з академічного веслування 2019 року в австрійському Оттенсгаймі. У фінальному запливі вісімок з результатом 5:19.96 голландські веслувальники зайняли друге місце, поступившись суперникам з Німеччини (5:19.41 — 1-е місце), але випередивши команду з Великої Британії (5:22.35 — 3-е місце).